# Тридцатый (посёлок)
Тридцатый — посёлок в Волжском районе Самарской области в составе сельского поселения Подъём-Михайловка. 

## География
Находится на расстоянии примерно 8 километров по прямой на юг-юго-запад от центра сельсовета села Подъём-Михайловка.

## История
Посёлок был основан в 1911 году переселенцами из Белоруссии и Украины на участке земли под номером 30, принадлежавшей местной помещице. На базе её усадьбы после революции создали коммуну, которая вскоре распалась.

## Население
Постоянное население составляло 419 человек (русские 58%) в 2002 году, 358 в 2010 году.